# Guerra civil no Mandato da Palestina
A guerra civil durante o Mandato Britânico da Palestina (também chamada de guerra palestino-sionista) ocorreu entre 30 de novembro de 1947 (um dia depois da aprovação, pelas Nações Unidas, do Plano de Partilha da Palestina, e ainda na vigência do Mandato Britânico na região), e perdurou até 14 de maio de 1948, data da criação do Estado de Israel - quase simultânea ao fim do Mandato Britânico, o qual iria expirar, oficialmente, à meia-noite de 14 para 15 de maio de 1948.
Este período representa o primeiro estágio da Guerra da Palestina de 1948, durante a qual judeus e  árabes da Palestina Mandatária se confrontaram, enquanto os britânicos, que supostamente teriam a obrigação de manter a ordem e garantir a segurança da região, organizavam a sua retirada, intervindo apenas ocasionalmente. 
A fase seguinte, a Guerra árabe-israelense de 1948, teve início em 15 de maio de 1948, ou seja, imediatammente após o fim do Mandato Britânico da Palestina e no dia seguinte à criação do Estado de Israel. Foi então que o conflito na Palestina tornou-se uma guerra total entre o  recém-criado Estado judeu e os países árabes  vizinhos.
A guerra se divide em duas fases principais:
- A primeira tem início antes de 14 de maio de 1948, ou seja, antes da proclamação do Estado de Israel e ainda na vigência do Mandato Britânico para a região, e refere-se à guerra civil que envolveu o yishuve a população local árabe palestina, tanto muçulmanos quanto cristãos, apoiados pelo Exército Árabe de Liberação;
- A segunda começa após 15 de maio de 1948 e dura até meados de 1949, envolvendo o novo estado de Israel e vários países árabes.

Os protagonistas e comentadores denominam esses eventos de maneiras diferentes: os palestinos se referem à Guerra Civil de 1947-1948 como Al-Naqba ou Al Nakba ("a catástrofe"), aludindo principalmente ao primeiro período, durante o qual os árabes foram vencidos pelas forças judias, e grande parte da população árabe da Palestina viveu um êxodo. Já do ponto de vista israelense, trata-se da Guerra da Independência ou Guerra da Liberação, expressão que concerne sobretudo ao segundo período, iniciado com a declaração de independência do Estado de Israel e seguida de confronto entre Israel e os Estados Árabes vizinhos.
A partir dos anos 1980, após a abertura dos arquivos israelenses sobre a guerra da Palestina, o conflito foi objeto de novos estudos, realizados sobretudo pelos chamados Novos Historiadores, que reescreveram (ou, segundo seus detratores, fabricaram) a história do conflito.
O último armistício assinado foi entre Israel e a Síria, em 20 de abril de 1949, porém nenhum acordo foi feito entre Israel e o Iraque, nem entre Israel e o Alto Comitê Árabe.
A população árabe palestina incluía uma importante comunidade cristã, estabelecida principalmente em Haifa, Nazareth e no norte da Galileia.